# Slaget vid Svensksund (1789)
Första slaget vid Svensksund under Gustav III:s ryska krig 1788–90 stod den 24 augusti 1789, då den svenska skärgårdsflottan (bestående av galärer och andra roddfartyg) med totalt 44 fartyg angreps av 107 ryska fartyg, varvid den svenska flottan blev illa tilltygad.

## Upptakt
Det första slaget vid Svensksund innebar att den svenska skärgårdsflottan, Augustin Ehrensvärds skapelse, fick sitt bloddop under befäl av hans son överamiralen Carl August Ehrensvärd. För att skydda arméns högra flank låg Ehrensvärd med sin flotta av 44 stridsfartyg (skärgårds-fregatter, galärer, kanonslupar, kanon- och mörsarbarkasser) i Svensksund mellan Kutsalö och Kotka. Ryska skärgårdsflottan under prins Karl av Nassau-Siegen var delad i två eskadrar; prinsen låg med huvudeskadern, 66 stridsfartyg, i farleden till Fredrikshamn fyra sjömil nordost om Ehrensvärds ankarplats, medan den mindre eskadern, 20 stridsfartyg, under amiral Balle låg vid Aspö i farleden 12 sjömil sydost om Ehrensvärd.

## Rysk omfattning
Prinsens plan var att med sina båda eskadrar anfalla Ehrensvärd från två håll. Dennes plan åter gick ut på att genom försänkningar i de fem sunden vid Svensksund mot nordost hindra ryska huvudeskadern att komma denna väg, medan han själv med hela sin flotta skulle slå Balles betydligt underlägsna eskader samt därefter dra sig åt väst i skydd av Svartholms fästning (utanför Lovisa). Denna plan var, taktiskt sett, utmärkt. Men Gustav III, som hoppades att med armén kunna tränga fram och belägra Fredrikshamn, ville tills vidare inte tillåta, att stora sundet (loppet) försänktes – vilket skulle hindrat flottans avancerande åt öster – och än mindre, att flottan drogs åt väster, eftersom den då inte längre skyddade arméns högra flank. I god tid tillät dock kungen, att småsunden försänktes, men Ehrensvärd lät bli att försänka sundet närmast stora loppet (mellan Koiromsari och Tiutine) – enligt ryska uppgifter därför, att det av svenskarna ansågs oframkomligt; först den 23, för sent, tilläts Ehrensvärd att försänka stora sundet, vilket han nödtorftigt hann med – ett svårt arbete, eftersom det var fartyg (inte "båtar"), lastade med sten, vilka skulle bogseras upp och läggas ned tvärs för strömmen.

## Ehrensvärd anfaller

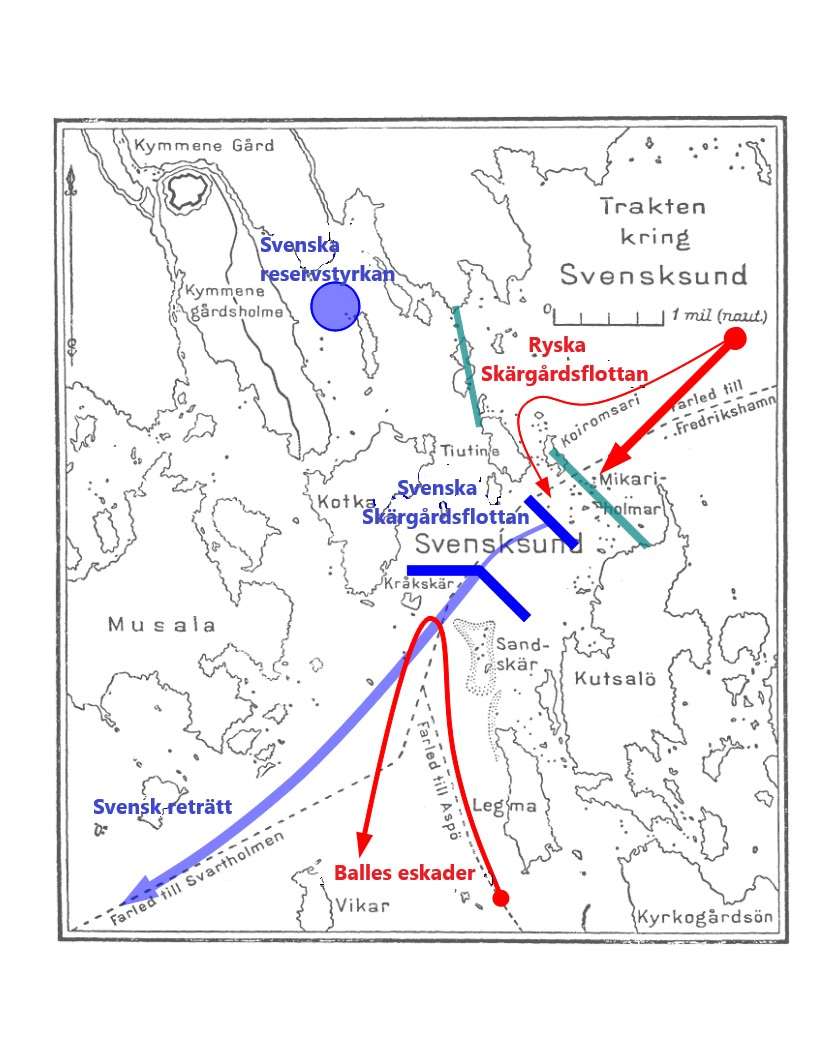
Karta över Slaget vid Svensksund.

Ryska flottan var beträffande antalet fartyg och besättning nära dubbelt så stark som den svenska, men dennas fartyg var bättre byggda, lättrörligare och försedda med mera praktiskt ordnat artilleri. Den 24 augusti klockan 10 på förmiddagen började striden därmed, att Balles eskader söderifrån anföll Ehrensvärd, som låg till ankars i en fördelaktig ställning bakom Kråkskär och Sandskär; klockan 4 på eftermiddagen var Balle slagen och drog sig tillbaka. Under tiden hade ryska huvudeskadern från nordost avancerat mot försänkningarna och börjat arbeta med deras undanröjande. Högra flygeln (kanonslupar och galärer) under greve Litta trevade sig fram i det icke försänkta sundet (mellan Koiromsari och Tiutine) och anlände mellan klockan 5 och 6 på eftermiddagen till Svensksundsredden. Något allvarligt försök att hindra honom gjordes inte av Ehrensvärd, som antagligen väntade på order om reträtt från kungen – vilken från Kotka betraktade striden – och därför inte ville flytta sina fartyg åt motsatt håll. Litta kunde därför övermanna eller jaga bort de fartyg, som Ehrensvärd avdelat att försvara de olika sunden. Därmed var slagets öde avgjort, och kungen borde då ha gett order om reträtt. Ryska centern kunde nu utan verksam eld från svenskarna bryta igenom försänkningarna i stora sundet och vid 7-tiden framkomma denna väg till Svensksundsredden.

## Svenskarna retirerar

Slaget vid Svensksund 1789. Bataljmålning av J.T. Schoultz 1807. Målad å väv och spänd å ram, föreställande skärgårdsstrid mellan ryska och svenska skärgårdsflottorna, troligen senare skedet i slaget vid Svensksund 1789

Sjöstrid-Plansch över slaget vid Svensksund 1789 - Sjöhistoriska museet, Stockholm

Ehrensvärd, som under slaget visat personligt mod, tog då med sin flaggkapten, Carl Olof Cronstedt, och gick i en roddslup för att själv ge sina fartyg order om reträtt. Samtidigt fann han vägen avskuren till sin flyende flotta och begav sig därför till kungen i Kymmenegård, förklarande, att han ansåg hela flottan vara förlorad. Under all denna upplösning låg överstelöjtnant Måns von Rosenstein på skärgårdsfregatten Oden ensam kvar på sin post och uppehöll med väl riktad eld de först framträngande lätta ryska fartygen, till dess hans ammunition var bortskjuten, då han strök flaggan. Ryssarna förföljde till långt inpå natten. Vid midnattstid upphanns skärgårdsfregatten Björn Järnsida, där Ehrensvärd under slaget haft sin plats, men fartyget gav sig först klockan 2 efter en häftig försvarsstrid; här hade fyra fartygschefer stupat, den ene efter den andre. Den 25 augusti anlände återstoden av den slagna flottan (30 stridsfartyg) till Lovisa under överstelöjtnant Carl Adolph Danckwardts ledning. Svenskarna förlorade 14 stridsfartyg, därav fem större, åtskilliga chefs- och sjukfartyg, samt ett 20-tal transportfartyg, vilka senare måste brännas upp. Förlusten i folk utgjorde omkring 1 500 man förutom 500 sjuka, vilka kvarlämnats på en holme. Ryska flottan förlorade två fartyg och omkring 1 000 man. På båda sidorna hade kämpats med största tapperhet.

## Deltagande svensk fartyg[1]

### Corps de Bataille
- Turuma Björn Järnsida: Divisionschef, överstelöjtnant Fredrik Ulrik Fleetwood  †, kapten Carl Johan von Hohenhausen  †
- Turuma Lodbrok: Kapten Carl Paco Hård af Segerstad
- Fregatten af Trolle: Kapten Carl Gustaf Brummer  †
- Turuma Sällan Värre: Kapten Didrik von Kraemer (tillfångatagen)
- Turuma Ivar Benlös: Kapten Adolph Brummer
- Turuma Ragvald: Kapten Johan Ludvig Brant (tillfångatagen)
- Turuma Sigurd Ormöga: Kapten Önnert Jönsson

### Lätta eskadern
- Hemmema Oden: Divisionschef, överstelöjtnant Måns von Rosenstein (tillfångatagen), kapten Hans Axel Cronstedt (tillfångatagen)
- Udenma Ingeborg: Kapten Carl Lilliehöök af Fårdala
- Udenma Gamla: Kapten Johan Gustaf Olander
- Udenma Thorborg: Kapten Carl Johan Diederichs
- Pojama Brynhilda: Kapten Carl Fredrik Wallenstjerna
- Fregatten Fröja: Fänrik Aulin
- Galären Halland: Kapten Carl Adam Pechlin
- Galären Småland: Kapten Per Monthell
- Galären Stockholm:Löjtnant Carl Fredrik Coyet
- Galären Cedercreutz: Fänrik Carl Fredrik Nordberg
- Galären Palmstierna: Fänrik Axel R. Egerström
- En fördelning kanonslupar (sex stycken): Fördelningschef, överstelöjtnant Carl Adolph Danckwardt, kapten von Gustaf Adolf von Düben, löjtnant Henrik Johan Möllersvärd, löjtnant Svärd, fänrik Silvius, fänrik Schneydan, fänrik Paul Adolph Silfverarm.
- En fördelning kanonslupar (sex stycken): Fördelningschef, major Claes Hjelmstjerna, kapten Wallenstein, löjtnant Raijalin, fänrik Tandefeldt, fänrik Johan Wilhelm Palmstruch, fänrik Adolf Fredrik Blåfield, fänrik Elfving.
- En fördelning kanonslupar (sex stycken): Fördelningschef, major Carl Gustaf von Kraemer, kapten Mårten Reinhold de Pont, löjtnant Carl Johan von Sjöholm, löjtnant Brummer, löjtnant Rahm, löjtnant Sutthost, fänrik Ulrik Wallenstjerna.
- En fördelning kanonslupar (sex stycken): Fördelningschef: major Axel de Brenner, kapten Trolle, löjtnant Munck, löjtnant Asping, fänrik Carl Edvard de Frese, fänrik Qvist.
- Halvgalären Löparen: Fänrik C. D. Nordberg
- Mörsarebarkasser (fyra stycken): Kapten Sahell, fänrik von Torcken, fänrik Arenkil, fänrik Gottsman, fänrik Nicander.
- Kanonbarkasser (tre stycken): Fänrik Granberg, fänrik Melin, fänrik Backman.

## Epilog
Reparationer av de svenska fartygen utfördes i Lovisa och redan inom en månad var arbetena klara. En omfattande nybyggnad av fartyg genomfördes också. Båda företagen leddes av Karl Nathanael af Klercker och det var väsentligen hans förtjänst att skärgårdsflottan i maj 1790 var starkare än förut, redo inför nästa stora slag vid Svensksund den 9 juli 1790 – Sveriges största marina seger någonsin.